# Sierra Pesells
Sierra Pesells är en bergskedja i Spanien.   Den ligger i provinsen Província de Tarragona och regionen Katalonien, i den östra delen av landet, 300 km öster om huvudstaden Madrid.